# Lonlay-le-Tesson
Pour les articles homonymes, voir Lonlay.
Lonlay-le-Tesson est une commune française, située dans le département de l'Orne en région Normandie, peuplée de 229 habitants.

## Géographie
La commune est aux confins du pays d'Houlme et du pays d'Andaine. Son bourg est à 6 km au nord de La Ferté-Macé et à 7 km au sud de Briouze.
| Le Ménil-de-Briouze, Lignou           | Lignou           | Faverolles |
| Le Ménil-de-Briouze                   | Lonlay-le-Tesson | Le Grais   |
| La Sauvagère, Saint-Maurice-du-Désert | Le Grais         | Le Grais   |

### Hydrographie
La commune est traversée par la ligne de partage des eaux entre les bassins hydrographiques Seine-Normandie et Loire-Bretagne. Elle est drainée par la Rouvre, la Rouvrette, le ruisseau d'Arthan, le cours d'eau 01 de l'Étre Mériotte, le fossé 01 de la Binnetière, le fossé 01 de la Provosté, le fossé 01 du Bois et divers autres petits cours d'eau,.
La Rouvre, d'une longueur de 46 km, prend sa source dans la commune de Beauvain et se jette  dans l'Orne à Mesnil-Villement, après avoir traversé 17 communes. Les caractéristiques hydrologiques de la Rouvre sont données par la station hydrologique située sur la commune de Sainte-Gauburge-Sainte-Colombe. Le débit moyen mensuel est de 0,805 m3/s. Le débit moyen journalier maximum est de 9,01 m3/s, atteint lors de la crue du 17 janvier 1999. Le débit instantané maximal est quant à lui de 9,48 m3/s, atteint le 16 janvier 1999.

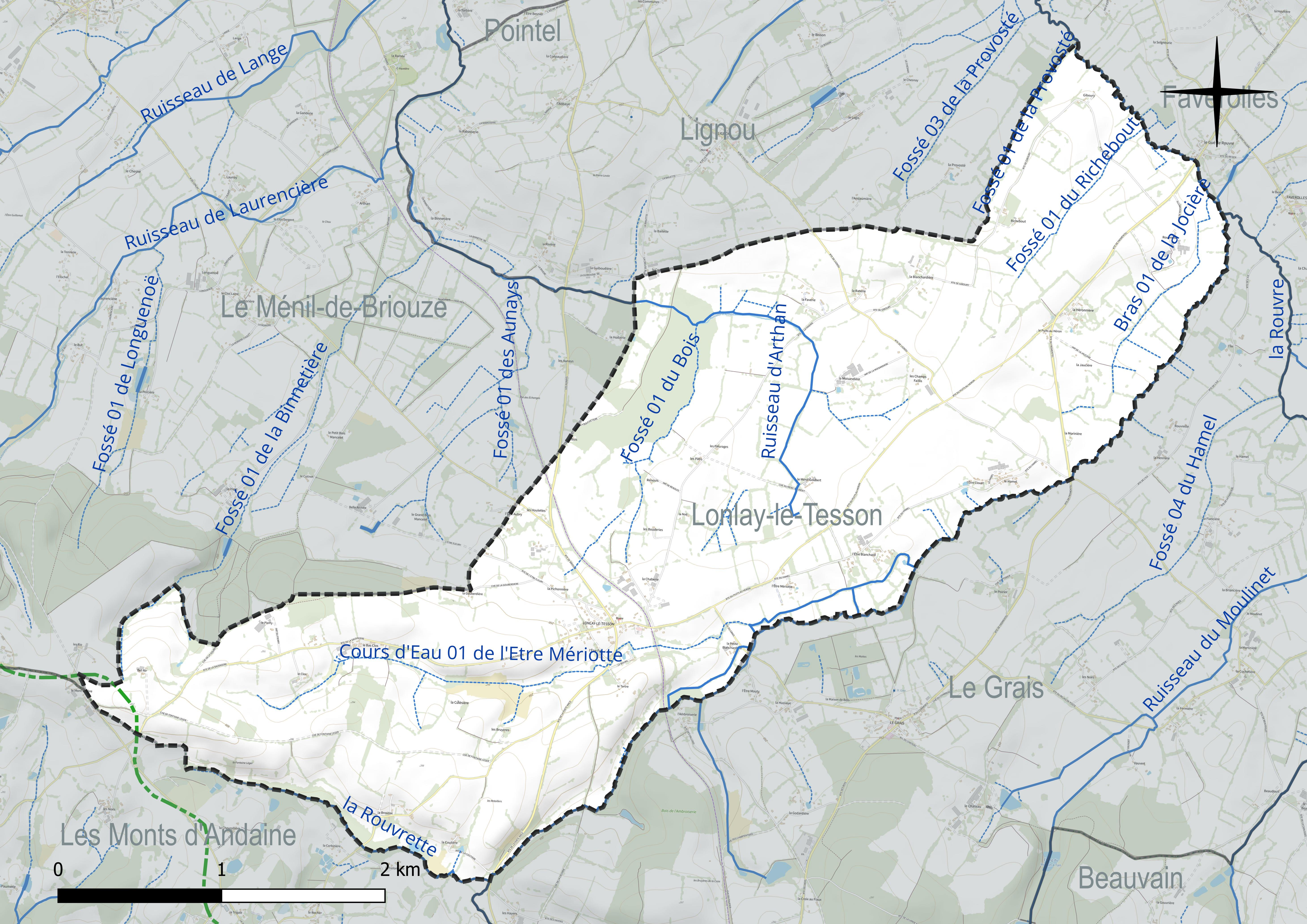
Réseau hydrographique de Lonlay-le-Tesson.

### Climat
Pour des articles plus généraux, voir Climat de la Normandie et Climat de l'Orne.
En 2010, le climat de la commune est de type climat océanique altéré, selon une étude du CNRS s'appuyant sur une série de données couvrant la période 1971-2000. En 2020, Météo-France publie une typologie des climats de la France métropolitaine dans laquelle la commune est exposée à un climat océanique et est dans la région climatique Normandie (Cotentin, Orne), caractérisée par une pluviométrie relativement élevée (850 mm/a) et un été frais (15,5 °C) et venté. Parallèlement le GIEC normand, un groupe régional d’experts sur le climat, différencie quant à lui, dans une étude de 2020, trois grands types de climats pour la région Normandie, nuancés à une échelle plus fine par les facteurs géographiques locaux. La commune est, selon ce zonage, exposée à un « climat contrasté des collines », correspondant au Bocage normand, bien arrosé, voire très arrosé sur les reliefs les plus exposés au flux d’ouest, et frais en raison de l’altitude.
Pour la période 1971-2000, la température annuelle moyenne est de 9,8 °C, avec une amplitude thermique annuelle de 13,4 °C. Le cumul annuel moyen de précipitations est de 909 mm, avec 13,4 jours de précipitations en janvier et 7,6 jours en juillet. Pour la période 1991-2020, la température moyenne annuelle observée sur la station météorologique la plus proche, située sur la commune de Briouze à 6 km à vol d'oiseau, est de 10,9 °C et le cumul annuel moyen de précipitations est de 920,5 mm,. Pour l'avenir, les paramètres climatiques de la commune estimés pour 2050 selon différents scénarios d’émission de gaz à effet de serre sont consultables sur un site dédié publié par Météo-France en novembre 2022.

## Urbanisme

### Typologie
Au 1er janvier 2024, Lonlay-le-Tesson est catégorisée commune rurale à habitat dispersé, selon la nouvelle grille communale de densité à sept niveaux définie par l'Insee en 2022.
Elle est située hors unité urbaine. Par ailleurs la commune fait partie de l'aire d'attraction de La Ferté Macé, dont elle est une commune de la couronne,. Cette aire, qui regroupe 17 communes, est catégorisée dans les aires de moins de 50 000 habitants,.

### Occupation des sols
L'occupation des sols de la commune, telle qu'elle ressort de la base de données européenne d’occupation biophysique des sols Corine Land Cover (CLC), est marquée par l'importance des territoires agricoles (99,3 % en 2018), une proportion identique à celle de 1990 (99,3 %). La répartition détaillée en 2018 est la suivante : 
prairies (59,7 %), terres arables (24,6 %), zones agricoles hétérogènes (15 %), forêts (0,7 %). L'évolution de l’occupation des sols de la commune et de ses infrastructures peut être observée sur les différentes représentations cartographiques du territoire : la carte de Cassini (XVIIIe siècle), la carte d'état-major (1820-1866) et les cartes ou photos aériennes de l'IGN pour la période actuelle (1950 à aujourd'hui).

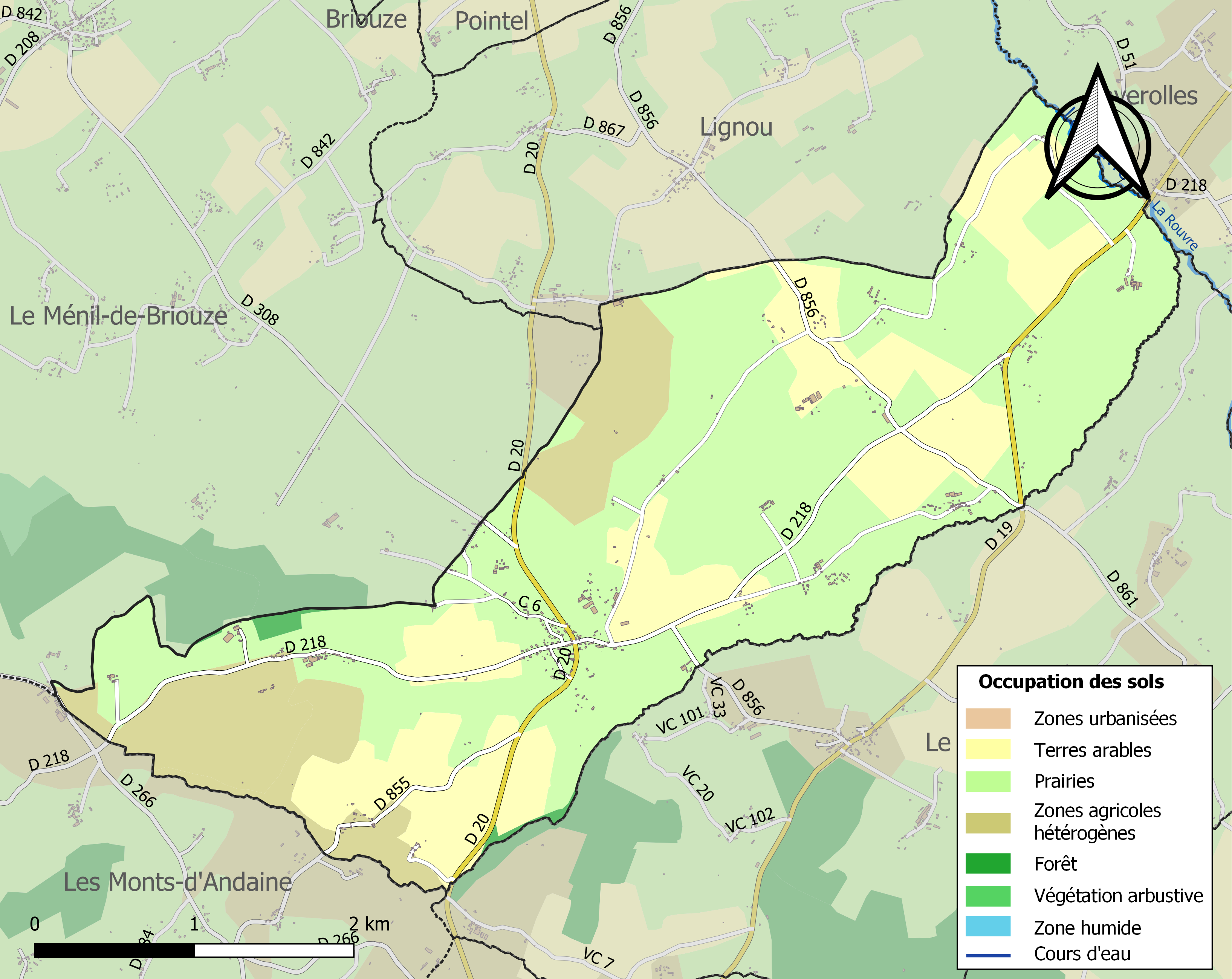
Carte des infrastructures et de l'occupation des sols de la commune en 2018 (CLC).

## Toponymie
Le nom de la localité est attesté sous la forme Lonleium en 1200,.
L'origine du toponyme est incertaine. Comme pour Lonlay-l'Abbaye, il pourrait être issu du gaulois longo (« long ») et ledo (« reflux »), se rapportant à la rivière la Rouvre,.
En ancien français, l'article défini pouvait avoir l'usage de démonstratif : « Lonlay, celui de Tesson », Tesson étant un patronyme.
Le gentilé est Lonlayen.

## Histoire
Lors de la bataille de Normandie, Lonlay-le-Tesson est libérée le 15 août 1944 par la 1re division d'infanterie américaine venant de La Ferté-Macé. Deux jours avant, un bombardier B17 Fortress avait été abattu par la flak. La mémoire des deux aviateurs américains tués dans le crash et des soldats tués dans le secteur est honorée par deux plaques sur le monument aux morts.

## Politique et administration

### Liste des Maires
| Période                                  | Période   | Identité        | Étiquette | Qualité     |
| ---------------------------------------- | --------- | --------------- | --------- | ----------- |
| 1983                                     | mars 2008 | Pierre Riblier  |           | Agriculteur |
| mars 2008                                | En cours  | Bernard Mésenge | SE        | Agriculteur |
| Les données manquantes sont à compléter. |           |                 |           |             |

Le conseil municipal est composé de onze membres dont le maire et deux adjoints.

## Population et société

### Démographie
L'évolution du nombre d'habitants est connue à travers les recensements de la population effectués dans la commune depuis 1793. Pour les communes de moins de 10 000 habitants, une enquête de recensement portant sur toute la population est réalisée tous les cinq ans, les populations de référence des années intermédiaires étant quant à elles estimées par interpolation ou extrapolation. Pour la commune, le premier recensement exhaustif entrant dans le cadre du nouveau dispositif a été réalisé en 2005.
En 2022, la commune comptait 229 habitants, en évolution de +2,69 % par rapport à 2016 (Orne : −3,21 %, France hors Mayotte : +2,11 %).
Lonlay-le-Tesson a compté jusqu'à 902 habitants en 1831.
| 1793 | 1800 | 1806 | 1821 | 1831 | 1836 | 1841 | 1846 | 1851 |
| ---- | ---- | ---- | ---- | ---- | ---- | ---- | ---- | ---- |
| 675  | 772  | 812  | 754  | 902  | 865  | 855  | 825  | 884  |

| 1856 | 1861 | 1866 | 1872 | 1876 | 1881 | 1886 | 1891 | 1896 |
| ---- | ---- | ---- | ---- | ---- | ---- | ---- | ---- | ---- |
| 768  | 751  | 678  | 657  | 640  | 601  | 560  | 523  | 507  |

| 1901 | 1906 | 1911 | 1921 | 1926 | 1931 | 1936 | 1946 | 1954 |
| ---- | ---- | ---- | ---- | ---- | ---- | ---- | ---- | ---- |
| 448  | 422  | 409  | 350  | 373  | 377  | 366  | 372  | 374  |

| 1962 | 1968 | 1975 | 1982 | 1990 | 1999 | 2005 | 2006 | 2010 |
| ---- | ---- | ---- | ---- | ---- | ---- | ---- | ---- | ---- |
| 319  | 293  | 264  | 215  | 220  | 227  | 244  | 248  | 246  |

| 2015 | 2020 | 2022 | - | - | - | - | - | - |
| ---- | ---- | ---- | - | - | - | - | - | - |
| 229  | 231  | 229  | - | - | - | - | - | - |

### Enseignement
Lonlay-le-Tesson dépend de l'académie de Caen. La commune de dispose pas d'école communale. Les élèves doivent donc débuter leur scolarité à La Sauvagère, à La Ferté-Macé ou à Briouze.

### Manifestations
Au mois de juillet a lieu à Lonlay-le-Tesson une fête à l'ancienne depuis 1982, mobilisant une centaine de bénévoles.
Au mois de mars a lieu un déjeuner aux tripes ainsi que son repas le midi.

### Sport
Le club de football, le Football Club Lonlay, a vu le jour le 11 septembre 2018.

## Culture locale et patrimoine

### Lieux et monuments
- Église Notre-Dame-de-l'Assomption (XIXe siècle).
- Voie verte Vélobocage sur le tracé de l'ancienne voie ferrée Briouze-Couterne

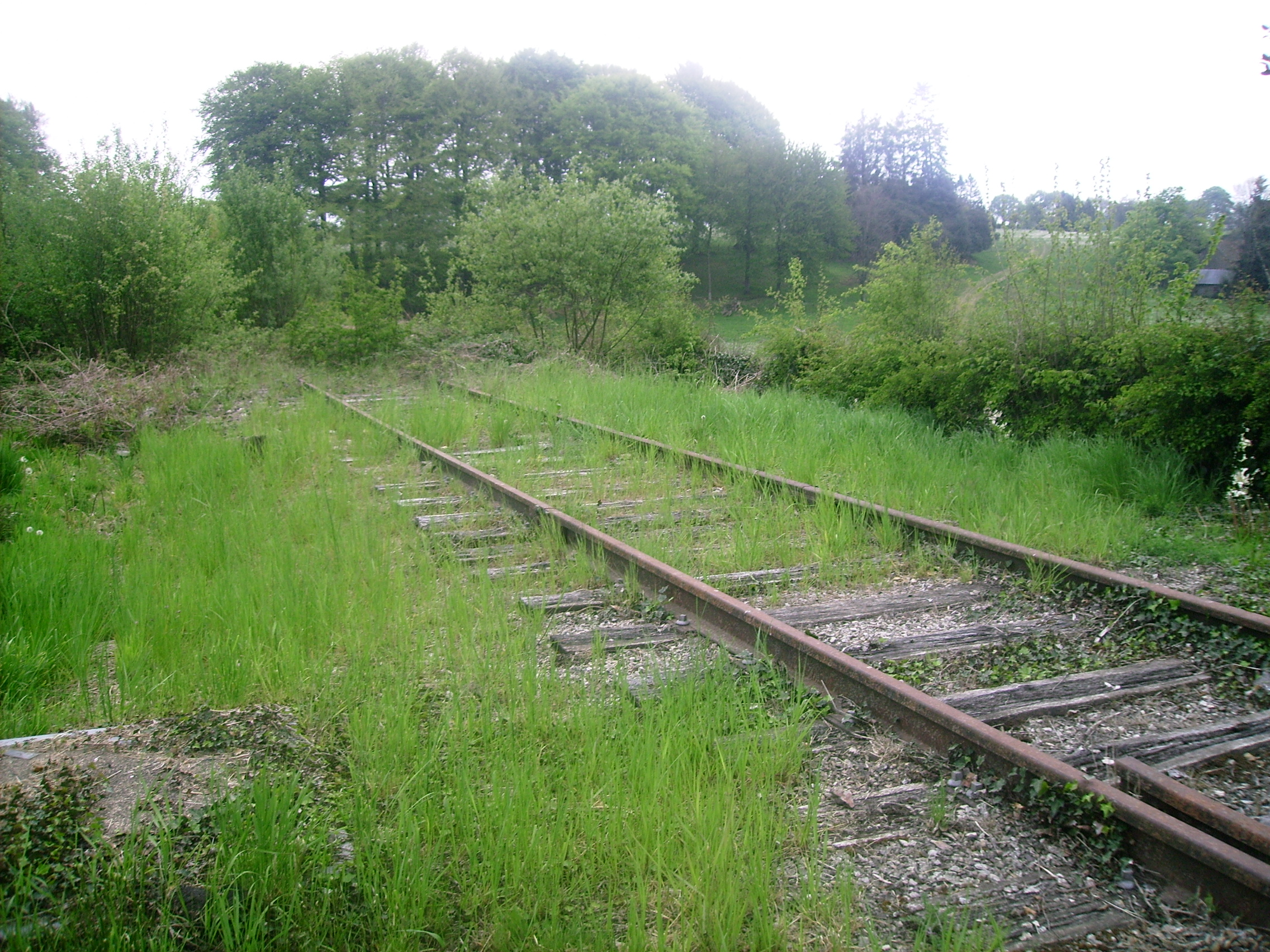
L'ancienne voie ferrée.

### Personnalités liées à la commune
- Louise, Françoise de Bennes, chevalier d'Haussey (décédée à Lonlay-le-Tesson le 12 août 1838). Épouse de François Thimoléon de Bennes, châtelain de Bois Mancelet. En 1791, elle laissa ses enfants à la garde du grand-père paternel et s'enrôla, avec son mari, dans l'armée des Princes [41].
- Alice Leverrier (1904-...), infanticide à Lonlay-le-Tesson le 9 octobre 1923, est jugée aux assises de l'Orne à Alençon le 12 février 1924[42].